# UESAC
Огляд астероїдів та комет Уппсала-Європейської південної обсерваторії (англ. Uppsala-ESO Survey of Asteroids and Comets, UESAC) здійснювався у 1992–1993 рр. Була досліджена значна кількість астероїдів, зафіксовано понад 15 000 позицій та розраховано орбіти для 2 500 астероїдів. На 2006 рік було відкрито та пронумерована 1 002 нових астероїди, від 6102 Вісбю до (120498) 1993 FD53. В міру підтвердження орбіт можуть бути додані й інші астероїди.
Для спостережень використовувались Європейська південна обсерваторія у Чилі та Австралійська обсерваторія в Австралії. Деталі спостереження були надруковані 1996 року.